# Duby v Přáslavicích
Duby na hřbitově v Přáslavicích je dvojice památných stromů v obci Karlovice, která se nachází zhruba 5 km jihovýchodně od Turnova v okrese Semily. Duby letní (Quercus robur) rostou na ohrazeném hřbitově, obklopujícím kostel sv. Jiří (pozůstatek někdejší středověké vsi Přáslavice). Stromy rámují kostel zleva i zprava – jeden z dubů se košatí podél severovýchodní strany kostela, koruna druhého se takřka dotýká severozápadního nároží. Celá lokalita, zčásti obklopená zástavbou a zčásti otevřeným prostranstvím, je situována v mírném severovýchodním sklonu na návrší nad soutokem Radvánovického a Karlovického potoka. 
Duby požívají ochrany od roku 2004 s poukazem na jejich vysokou estetickou, krajinotvornou i dendrologickou hodnotu. Měřený obvod kmene v době vyhlášení dosahoval u obou stromů 465 centimetrů; výška neuvedena.
Současně s duby, nicméně nezávisle, jako samostatný objekt, je chráněn jírovec vně vstupu na hřbitov. 

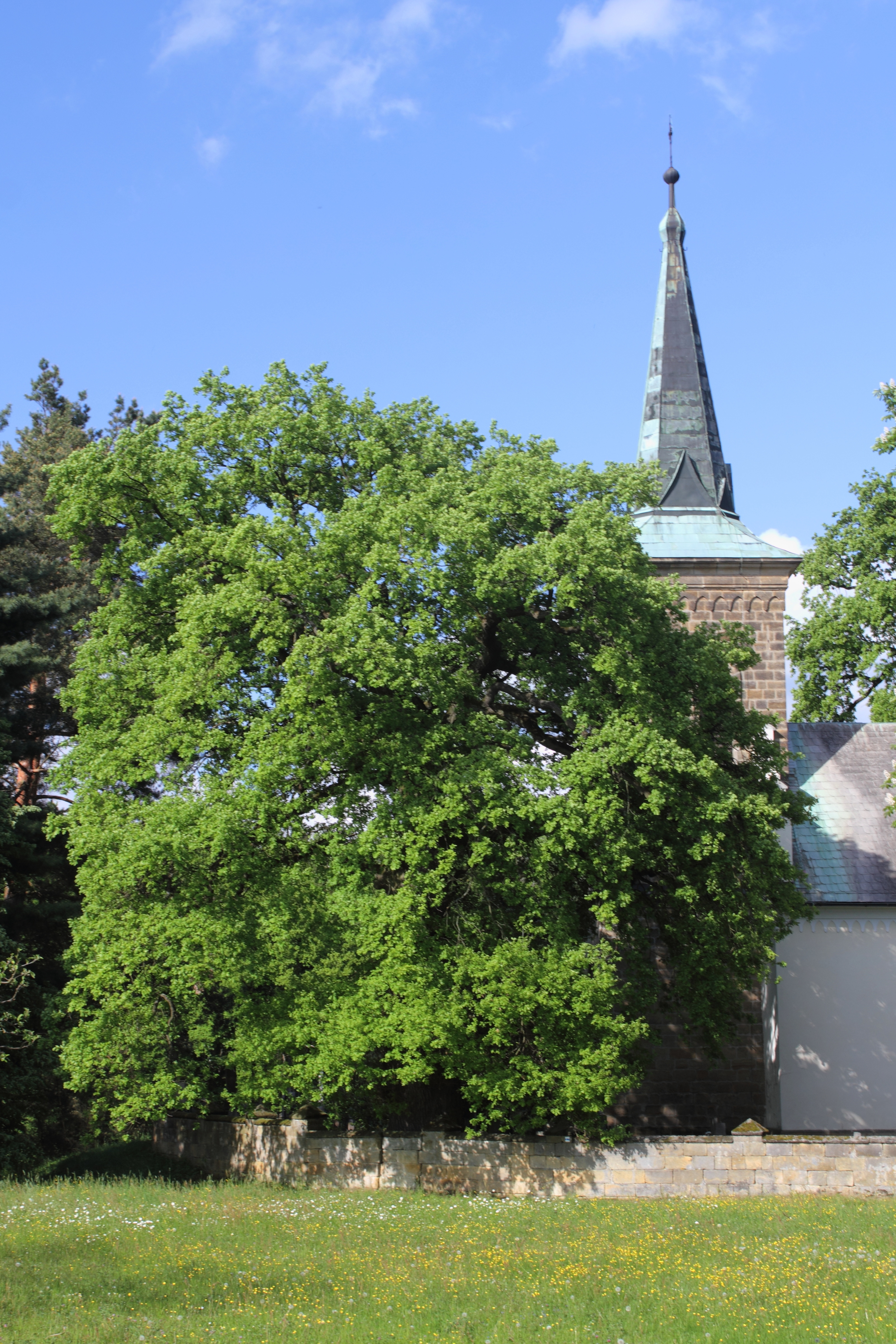
Dub v západní části hřbitova

## Památné a významné stromy vokolí
- Alej Sedmihorky (0,8 – 1,1 km z.)
- Arboretum Bukovina (2,2 km jz.)
- Buky na Mariánském hřbitově (4,5 km sz.)
- Dub u arboreta Bukovina (2,2 km jz.)
- Dub u hotelové školy v Turnově (4,9 km sz.)
- Dub u Mikulášského kostela (4,9 km sz.)
- Dub v Sedmihorkách (1,9 km z.)
- Duby na Mariánském hřbitově (4,5 km sz.)
- Duby v Žernově (4,3 km v.)
- Hrušeň na Hruštici (4,1 km sz.)
- Jasan U matičky (5,2 km jjv.)
- Křečovická hrušeň (5,1 km vjv.)
- Lípa Svobody (Turnov) (4,9 km sz.)
- Lípa u svatého Antonína (4,6 km sz.)
- Lípa v Mašově (4,6 km zsz.)
- Lipová alej Turnov - Sedmihorky (1,0 – 3,0 km sz.)
- Maškova zahrada (4,8 km sz.)
- Modřín před knihovnou Antonína Marka (4,8 km sz.)
- Přáslavický jírovec (tamtéž)
- Roudenská lípa (1,7 km v.)
- Rovenské buky (4,1 km vjv.)
- Skupina stromů na Vyskři (4,9 km jz.)
- Tatobitská lípa (4,7 km v.)
- Troskovické lípy (5,4 km j.)